# Banco zombi
Un banco zombi (del inglés: zombie bank) es una institución financiera con un patrimonio neto negativo (menor que cero), pero que continúa operando porque se mantiene su capacidad para pagar deudas mediante créditos gubernamentales implícitos o explícitos. El término fue utilizado por primera vez por el economista estadounidense Edward Kane en 1987 para explicar el peligro de tolerar un gran número de asociaciones prestamistas insolventes y aplicado a la emergente crisis japonesa de 1993.
Las instituciones zombi hacen frente al pánico bancario de depositores no asegurados y margin calls (ajuste de los márgenes de garantía) de competidores en transacciones de derivados. Se involucran en apuestas de alto riesgo que debilitan los márgenes de beneficio industrial y contagian la insolvencia a competidores sanos. Si su insolvencia no se resuelve, cada vez más instituciones entran en dificultades y la crisis estalla cuando se pone en tela de juicio la decisión gubernamental de poner en práctica un plan de socorro (bailout).